# ناحیه گینز، شهرستان جنسی، میشیگان
ناحیه گینز (به انگلیسی: Gaines Township) یک منطقهٔ مسکونی در ایالات متحده آمریکا است که در شهرستان جنسی، میشیگان واقع شده‌است.
 ناحیه گینز ۹۱٫۴ کیلومتر مربع مساحت و ۶٬۸۲۰ نفر جمعیت دارد و ۲۴۷ متر بالاتر از سطح دریا واقع شده‌است.